# Ossi Reichert
Rosa (Ossi) Reichert (Gunzesried, 25 december 1925 - aldaar, 16 juli 2006) was een Duits alpineskiester. Ze nam tweemaal deel aan de Olympische Spelen en won hierbij twee medailles.
Reichert nam tweemaal deel aan de Olympische Winterspelen (in 1952 en 1956) die tevens golden als de wereldkampioenschappen alpineskiën. Op de Winterspelen van 1952 won ze de zilveren medaille op de slalom en op de Winterspelen van 1956 werd ze olympisch kampioene (en wereldkampioene) op de reuzenslalom.

## Kampioenschappen
1952: Andrea Mead-Lawrence ·
1956: Ossi Reichert ·
1960: Yvonne Rüegg ·
1964: Marielle Goitschel ·
1968: Nancy Greene ·
1972: Marie-Therese Nadig ·
1976: Kathy Kreiner ·
1980: Hanni Wenzel ·
1984: Debbie Armstrong ·
1988: Vreni Schneider ·
1992: Pernilla Wiberg ·
1994: Deborah Compagnoni ·
1998: Deborah Compagnoni ·
2002: Janica Kostelić ·
2006: Julia Mancuso ·
2010: Viktoria Rebensburg ·
2014: Tina Maze ·
2018: Mikaela Shiffrin ·
2022: Sara Hector
- Gemeinsame Normdatei: 131908014
- Virtual International Authority File: 1158278